# Haradanahalli District Forest, Chamarajanagar
Haradanahalli District Forest là một làng thuộc tehsil Chamarajanagar, huyện Chamarajanagar, bang Karnataka, Ấn Độ.